# Izúcar de Matamoros
Izúcar de Matamoros è un comune dello stato di Puebla in Messico.
Conta 72 799 abitanti (2015) e ha una estensione di 537,33 km².
Il suo nome deriva dal toponimo nahuatl "Itzocan", composto da itztli (ossia coltello), da ohtli (ossia cammino) e da -can (suffisso di localizzazione); che dovrebbe significare "Il luogo del cammino del coltello". Altre interpretazioni suggeriscono che potrebbe voler dire "Il luogo dei visi dipinti". Gli spagnoli lo chiamarono Izúcar e alcuni pozzi si chiamano "Azúcar" (in spagnolo zucchero), visto che è uno dei principali luoghi di coltivazione della canna da zucchero in Messico.
Questa è la principale attività della zona, e l'industria raffinatrice di zucchero è la principale fonte di reddito per questa che è la terza città dello stato di Puebla.
Izúcar porta anche il cognome del rivoluzionario Mariano Matamoros, al quale José María Morelos y Pavón diede il nome di "braccio destro".